# K-Leitung
Die K-Leitung ist ein bidirektionaler Ein-Draht-Bus für die Datenübertragung in der Automobiltechnik nach ISO 9141 und ISO 14230-1. Im Zusammenspiel mit der L-Leitung der Fahrzeugdiagnose kann die K-Leitung auch unidirektional betrieben werden.
Die L-Leitung ist gemäß den Normen lediglich zur Reizung (s. u., Initialisierung) des Steuergerätes konzipiert und verbleibt danach auf High-Pegel. Eine derartige Initialisierung ist aber in der Praxis unüblich und wird von allen gängigen Fahrzeugen über die K-Leitung abgewickelt. Einige Oberklassefahrzeuge des Herstellers Audi nutzen die L-Leitung zum Austausch von Nutzdaten, was nicht normgerecht ist und wofür ein spezieller Adapter (meistens als KKL oder K/KL oder Ähnliches bezeichnet) benötigt wird.
In moderneren Fahrzeugen wird statt der K-Leitung mittlerweile der CAN-Bus verwendet, der, abhängig von der Abgasnorm, als OBD-Schnittstelle sogar gesetzlich vorgeschrieben ist.

## Anwendung

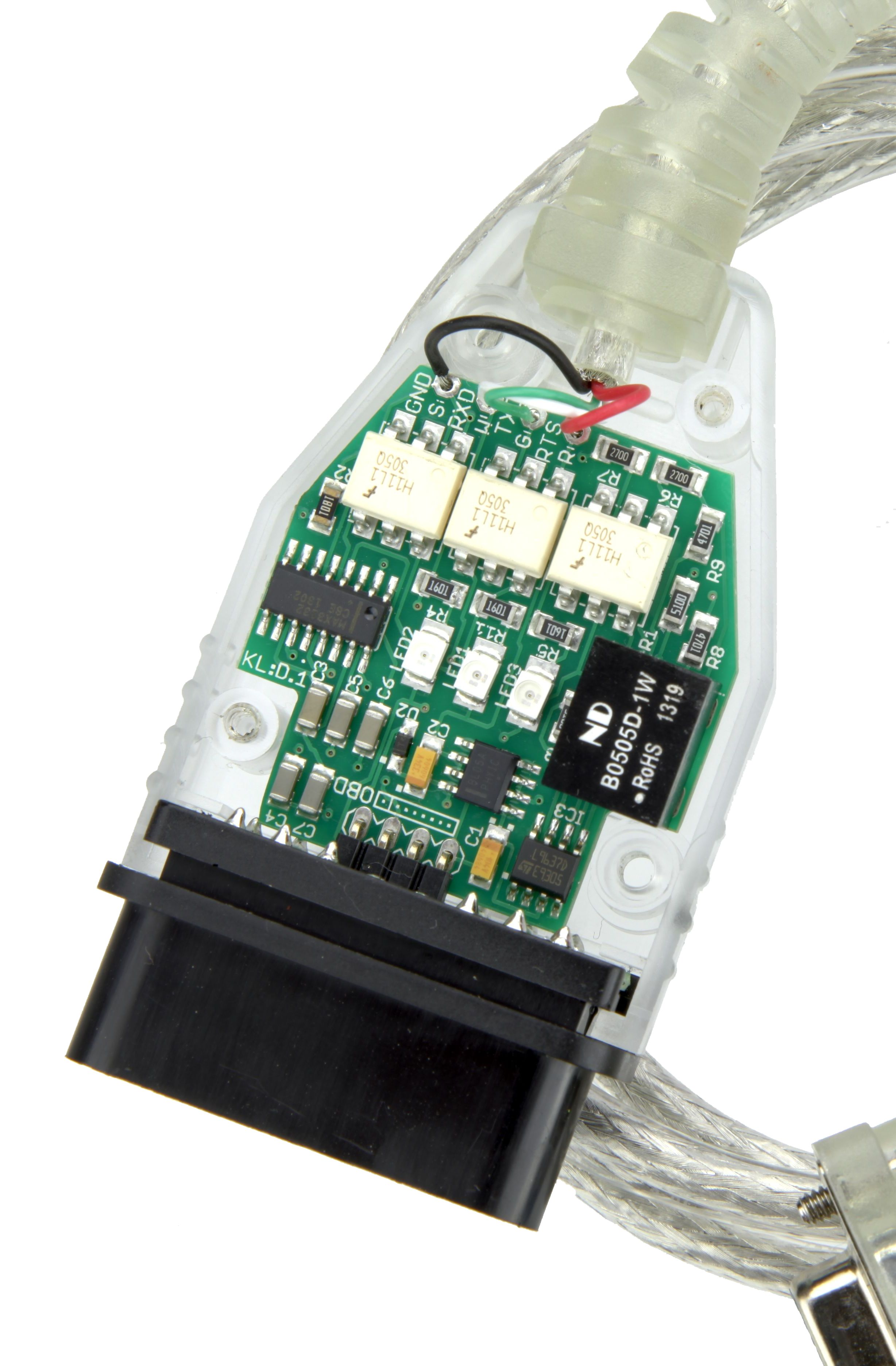
Serielles KL-Diagnoseinterface KL2321 mit galvanischer Trennung (Optokoppler)

Verwendet werden die K- und L-Leitung vor allem zur Kommunikation nach außen, beispielsweise für die On-Board-Diagnose von Steuergeräten in der Werkstatt. Die Übertragung kann zu einem Zeitpunkt immer nur in einer der beiden Richtungen erfolgen, nach dem Abschluss eines Datentelegramms aber auch in die andere. Trotzdem wird die Charakteristik eines Busses beibehalten, dass Kommunikation mit mehreren Steuergeräten über dasselbe Kabel möglich ist: Ein bestimmtes Steuergerät wird während der Reizung (s. u.) mit seiner ID adressiert und ab dann solange nur mit ihm kommuniziert, bis ein anderes Steuergerät angesprochen wird. Es werden typischerweise Übertragungsraten von 9.600 oder 10.400 Baud verwendet.
Der Bus arbeitet mit Pegeln, die relativ zur Bordspannung (12 bzw. 24 V) des Fahrzeugs definiert sind und je nach Signalrichtung (Fahrzeug zum Diagnosegerät oder umgekehrt) für eine logische 0 (Low) 0–30 % und für eine logische 1 (High) 70–100 % der Batteriespannung betragen.
Praktisch lässt sich die Schnittstelle über einen einfachen sogenannten K-Leitungs-Adapter, der an eine normale serielle RS-232- oder USB-Schnittstelle angeschlossen wird, an fast jedem handelsüblichen PC bedienen. Da die meisten Adapter auch gleich noch die L-Leitung unterstützen, werden sie oft als KL-Interface bezeichnet. Zur Signalumsetzung in RS232-kompatible Signalpegel kann ein integrierter ISO-Baustein (z. B. L9637D von STMicroelectronics, Si9243AEY von Vishay oder MC33290D von Freescale) benutzt werden. Alternativ gibt es veraltete Schaltungen mit Optokopplern, wobei der Entwurf von Jeff Noxon gewissermaßen den Urvater derartiger Schaltungen darstellt. Schaltungen mit Optokoppler bereiten allerdings gelegentlich Probleme bei der Abstimmung der Signalpegel.

## Reizung
Die Initialisierung des Kommunikationsaufbaus zwischen äußerem Diagnoserechner und einem Steuergerät erfolgt in Form der sogenannten Reizung. Diese kann auf zwei unterschiedliche Arten erfolgen:

### Fast-Initialisierung
Dabei erfolgt die Reizung durch eine logische 0 für die Dauer von 1,8 s ± 0,01 s. Nach dieser Reizung wird die normale Kommunikation gestartet.

### 5-Baud-Initialisierung
Die Reizung erfolgt hier mit extrem langsamen 5 Bd., und zwar mit Telegrammbytes, die absichtlich die Paritätsbedingungen verletzen. Erst nach dieser Reizungsphase wird die normale Kommunikation mit der endgültigen Geschwindigkeit gestartet.

## Weitere Variante
Funktionell praktisch identisch, aber seltener vorkommend und mit etwas anderem Einsatzgebiet ist die W-Leitung. Sie wird meist zur Kommunikation zwischen Wegfahrsperre und Motorsteuergerät genutzt, seltener zur Übertragung von Diagnosedaten.

## Protokolle
Als Kommunikationsprotokoll wird überwiegend das KWP1281 oder KWP2000 eingesetzt (KWP = Key-Word-Protocol). Der Vorteil des KWP2000 ist, dass hier das Flashen von Steuergeräten, also das Überschreiben der Firmware mit neueren Softwareversionen, über den Diagnoseanschluss möglich ist.